# 魏彥儀
魏彥儀（？—？），中國清朝官員，江蘇陽湖縣人。於道光十五年（1835年）任台灣府經歷。後任嘉義縣知縣。